# Великолепный фрегат
Великолепный фрегат (Fregata magnificens) — вид птиц семейства фрегаты.

## Описания
Великолепный фрегат — довольно крупная птица, его величина может достигать 102 см, а размах крыльев — от 217 до 229 см. Он весит от 1,1 до 1,6 кг.
Этот вид обладает длинным и раздвоенным хвостом. Узкие и длинные крылья образуют в полёте букву W.
Оперение блестяще чёрное, у самок на нижней стороне тела белая полоска. Оперение молодых птиц белое на голове и на животе, а на верхней стороне тела коричнево-чёрное со светло-коричневыми штрихами.
Взрослое оперение появляется лишь в возрасте четырёх-шести лет.
Из-за того, что оперение не отторгает воду, великолепные фрегаты почти не плавают. У самцов имеется красный горловой мешок, который надувается как воздушный шар во время брачного периода. Лапы короткие, а четыре пальца, увенчанные сильными когтями, соединены друг с другом небольшими перепонками.
Из-за того, что лапы короткие и слабые, великолепный фрегат не может ходить по земле, а лишь только держаться на ветвях.
Зато в воздушной стихии эта птица настоящий ас, умеющий совершать акробатические манёвры и парить часами без взмахов крыльями.
Способен летать много дней без посадки.

## Распространение
Великолепный фрегат обитает на тихоокеанском побережье Центральной и Южной Америки от Нижней Калифорнии до Эквадора, включая Галапагосские острова. Этих птиц можно также встретить на атлантическом побережье Южной Америки от Флориды до юга Бразилии. В западной Палеарктике существуют реликтовые популяции, в том числе на островах Кабо-Верде. Их численность оценивается всего в десять особей. В Европе великолепный фрегат крайне редкий гость, попадающий на европейские побережья вследствие бурь и непогод. Последние наблюдения великолепных фрегатов в Великобритании датируются 1998 годом.

## Размножение
Во время брачного периода самцы сидят на ветвях и демонстрируют свой яркий надутый горловой мешок, сопровождая это громким криком. В построении гнезда, насиживании яиц и кормлении птенцов участвуют оба родителя. Гнездо находится на мангровых деревьях, кустах или кактусах, реже на земле. Откладывается по одному белому яйцу, которое насиживается на протяжении 40—50 дней.
В возрасте 5—6 месяцев птенец учится летать, однако родители продолжают кормить его ещё около полугода.
Продолжительность жизни великолепных фрегатов может достигать 26 лет.

## Питание
Великолепный фрегат питается рыбой и колеоидеями, которых он ловит из полёта у поверхности воды. Также он иногда нападает на других морских птиц, заставляет их ронять свою добычу и ловит её ещё в воздухе. На земле он охотится на молодых черепах, а также на яйца и птенцов других птиц.